# 雙颱風交互作用
雙颱風交互作用（英語：Tropical Cyclone Interaction，簡稱TCI，直譯為「熱帶氣旋間的交互作用」）指的是兩個熱帶氣旋同時形成並互相靠近時所產生的交互作用，其中以藤原咲平所提出的藤原效應較為出名。萊斯特·卡爾三世（英語：Carr, L. E., III）與羅素·埃爾斯伯里（英語：Russell L. Elsberry）透過模型就颱風間的交互作用進行分類，並以長達八年的西北太平洋熱帶氣旋資料作為樣本分析，成功率雖達80%，但以量化研究的方式分析雙颱風交互作用仍然存在爭議。

## 類型與作用
雙颱風交互作用主要分為下列幾種，其中以藤原效應較廣為人知：
- 單純雙颱風交互作用（英語：Direct TC Interaction）：此類型的作用方式又以由藤原咲平所提出藤原效應廣為人知，藤原效應指的是兩個颱風靠近至 1,000 公里左右時，它們將相互繞著相連的軸線做環狀反時鐘方向旋轉，旋轉中心的位置，由2個颱風的相對質量及颱風環流的強度來決定[2]，主要分為單向影響型及雙向影響型兩個種類[3]，不過萊斯特·卡爾三世等人將單純雙颱風交互作用分為單向影響、相互作用或合併等狀況[4]，單向影響指的是若較大的颱風的運動過程中並不受較小的颱風存在而影響，相互作用則是指颱風間都經歷過顯著的互旋，以及兩個大小規模相當的颱風以某種方式相互吸引並變得足夠接近，最終颱風間的環流特殊整併在一起[5]。
- 單純颱風間的半交互作用（英語：Semi-Direct TC Interaction）：其主要特徵為颱風間靠近的過程中，西邊的低壓區受到東邊的反氣旋特徵的高壓區影響，促使位處東邊的氣旋受到中等強度且以向極駛流為主的壓力梯度，而同樣的，若東邊的低壓區受到西邊的反氣旋特徵的高壓區影響，則會促使位處西邊的氣旋受到中等強度且以赤道駛流為主的壓力梯度[5]。
- 間接颱風間的交互作用（英語：Indirect TC Interaction）：此作用涉及颱風間的反氣旋[6]，該反氣旋源於位置在西邊的颱風所產生出發散的羅斯貝波，位置在東邊的颱風受到間接颱風間的交互作用，會受到赤道駛流影響而向西偏南推進，若逐漸靠近西北方的颱風，則會因為相對的渦度平流削弱颱風間的反氣旋，甚至可能造成反氣旋與副熱帶高壓脊的連結中斷，因此在這情況之下的位置在西邊的颱風受到間接颱風間的交互作用，則會減少其向極駛流而促成移動路徑更加偏西移動[5]。由於颱風與反氣旋間的敏感互動取決於颱風的大小、距離及移動方向，因此間接颱風間的交互作用在預報上有極大的挑戰[5]。

## 來源
1. ↑  Chun-Chieh Wu. . Atmospheric Sciences: Applications to the Asian Pacific Region. 2008: 136–156. doi:10.1142/9789812818911_0008.
2. ↑   (PDF). 交通部中央氣象局.   [2021-07-24]. （原始内容存档 (PDF)于2021-06-05）.（繁體中文）
3. ↑  . 香港天氣資訊中心.   [2021-07-24]. （原始内容存档于2010-07-27）.（繁體中文）
4. ↑  CHUN-CHIEH WU、TRENG-SHI HUANG、WEI-PENG HUANG與KUN-HSUAN CHOU. . Monthly Weather Review. 1998: 1734–1740. doi:10.1175/1520-0493(2003)131<1289:ANLATB>2.0.CO;2.
5. 1 2 3 4  Carr, L. E., III與R. L. Elsberry. . Monthly Weather Review. 1998: 1734–1740. doi:10.1175/1520-0493(1998)126<1734:ODOBTC>2.0.CO;2.
6. ↑  Chung-Chuan Yang、Chun-Chieh Wu、Kun-Hsuan Chou與Chia-Ying Lee. . Monthly Weather Review. 2008: 4593–4611. doi:10.1175/2008MWR2496.1.